# Lustrzeń meksykański
Lustrzeń meksykański, astianaks meksykański (Astyanax mexicanus) – gatunek słodkowodnej ryby z rodziny kąsaczowatych (Characidae), który wytworzył ślepe formy jaskiniowe, zwane m.in. ślepczykiem jaskiniowym.

## Taksonomia
Lustrzeń meksykański opisywany był pod różnymi nazwami, po raz pierwszy jako Tetragonopterus mexicanus, traktowany jako podgatunek Astyanax fasciatus. Ostatecznie został uznany za odrębny gatunek w tzw. kladzie Astyanax.

## Występowanie
Meksyk i Gwatemala oraz stany Teksas i Nowy Meksyk w USA. Zasiedla skaliste i piaszczyste dna potoków oraz małych i dużych rzek.

## Charakterystyka

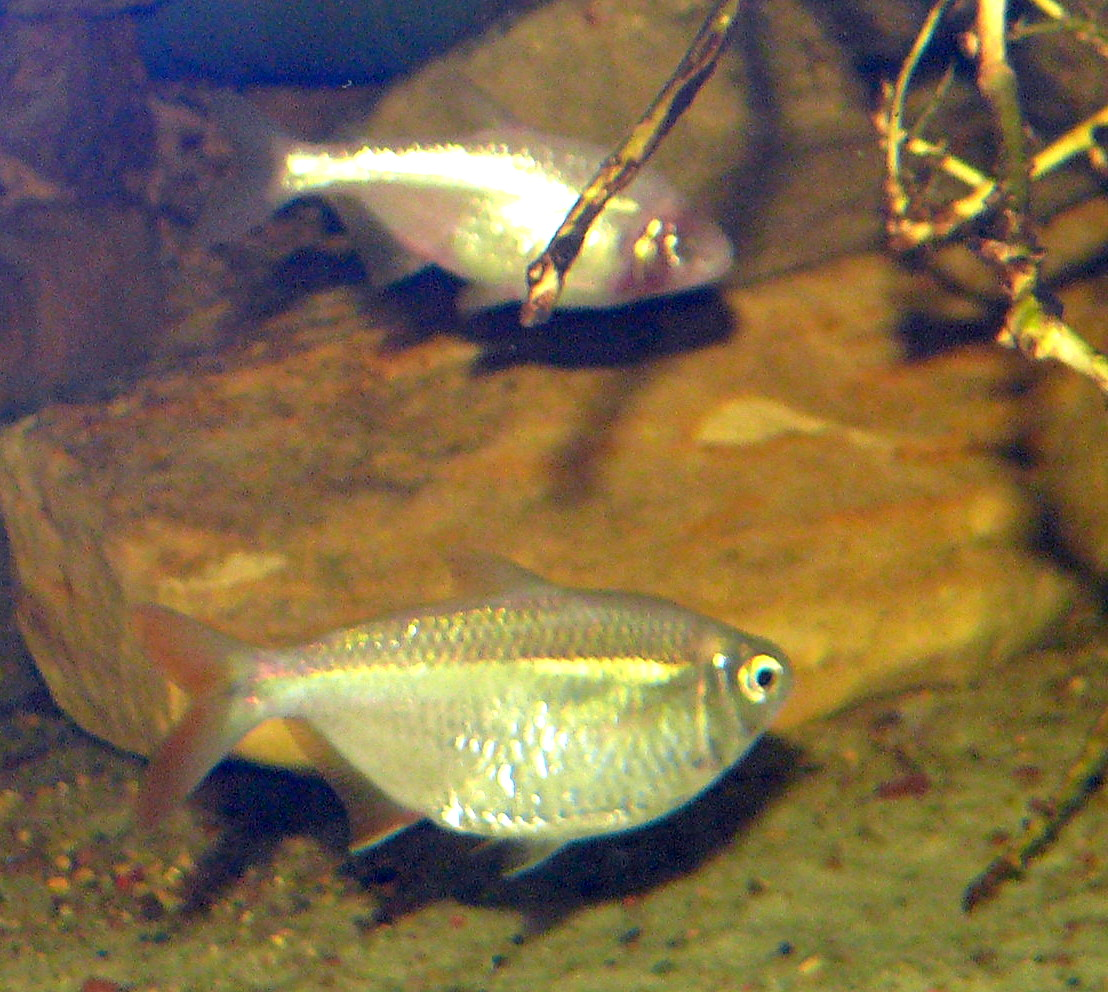
Dwie formy Astyanax mexicanus: normalna – z przodu, ślepa – z tyłu

Charakterystyczną cechą form żyjących w całkowitych ciemnościach podwodnych jaskiń jest brak oczu oraz utrata pigmentacji. Brak zmysłu wzroku rekompensuje lustrzeniom wyostrzony węch i słuch. Żywią się bezkręgowcami, które znajdują przy pomocy silnie wyostrzonego węchu.
William Jeffery z University of Maryland odkrył, że oczy tych ryb formują się w fazie embrionalnej i zanikają w późniejszym stadium rozwoju (apoptoza).
Długość ciała dorosłych osobników lustrzenia meksykańskiego nie przekracza 12 cm (przeciętnie 7,5 cm). Lustrzenie żyjące w wodach otwartych żywią się owadami i skorupiakami.